# Stellantis Italy
Stellantis Italy, officiellement Stellantis Europe S.p.A. (anciennement Fiat Group Automobiles, puis FCA Italy), est la filiale italienne du constructeur automobile multinational Stellantis, spécialisée dans la production et la vente de voitures particulières et de véhicules utilitaires légers et dont le siège social est à Turin, en Italie.
La filiale est actuellement dirigée par l'homme d'affaires français Jean-Philippe Imparato, qui dirige également la division « Enlarged Europe » de Stellantis (qui comprend Peugeot, ou encore Citroën).

## Histoire
En janvier 1979, les activités de production automobile de Fiat SpA ont été transférées à une nouvelle filiale, « Fiat Auto SpA », dans le cadre d'un processus de décentralisation en cours au sein de Fiat. Vittorio Ghidella a été nommé PDG.
« Fiat Group Automobiles SpA » a été créé le 1er février 2007 à partir de Fiat Auto SpA.
Simultanément, les quatre divisions de Fiat Auto (Fiat, Alfa Romeo, Lancia et Fiat Veicoli Commerciali) ont été transformées en quatre Società per azioni, toutes contrôlées à 100 % par Fiat Group Automobiles. Les anciens directeurs de marque sont devenus PDG des nouvelles sociétés, tandis que les employés et les installations de production sont restés sous la responsabilité de Fiat Group Automobiles.
Dans le même temps, la marque Abarth a été relancée sous le nom d'Abarth & CSpA, une cinquième société indépendante détenue à 100 % par Fiat Group Automobiles.
Le 15 décembre 2014, Fiat Group Automobiles SpA a changé de nom pour devenir « FCA Italy SpA » à la suite de sa réorganisation en Fiat Chrysler Automobiles (FCA) ; le changement de nom a été annoncé à la presse le lendemain,.
Maserati et Ferrari ne sont pas sous le contrôle de FCA Italy. Maserati appartient directement à FCA, tandis que Ferrari s'est séparé de FCA en 2015.
Le 16 janvier 2021, les activités de Fiat Chrysler Automobiles et du Groupe PSA fusionnent pour former Stellantis. FCA Italy est alors renommée Stellantis Europe en juin 2023.

## Marques
- Abarth
- Alfa Romeo
- Fiat
  - Fiat Professional
- Lancia